# Takht-e-Sulaiman
Takht-e-Sulaiman (tiếng Pashtun: تخت سليمان، د کسي غر), hay Throne of Solomon, là một đỉnh của Dãy núi Sulaiman, nằm gần làng Darazinda ở Vùng biên giới Dera Ismail Khan thuộc Khu vực Bộ lạc do Liên bang quản lý của Pakistan. Nó nằm gần biên giới của Vùng biên giới Dera Ismail Khan với cả Nam Waziristan và Zhob, Balochistan. Với độ cao 3.487 mét (11.440 ft), đây là đỉnh cao nhất ở cả Vùng biên giới Dera Ismail Khan lẫn vùng Shirani vốn rộng lớn hơn nhiều. Nhà du hành Ibn Battuta đã đặt tên cho Takht-e-Sulaiman là Kōh-e Sulaymān, nghĩa là "Ngọn núi của Solomon".

## Truyền thuyết

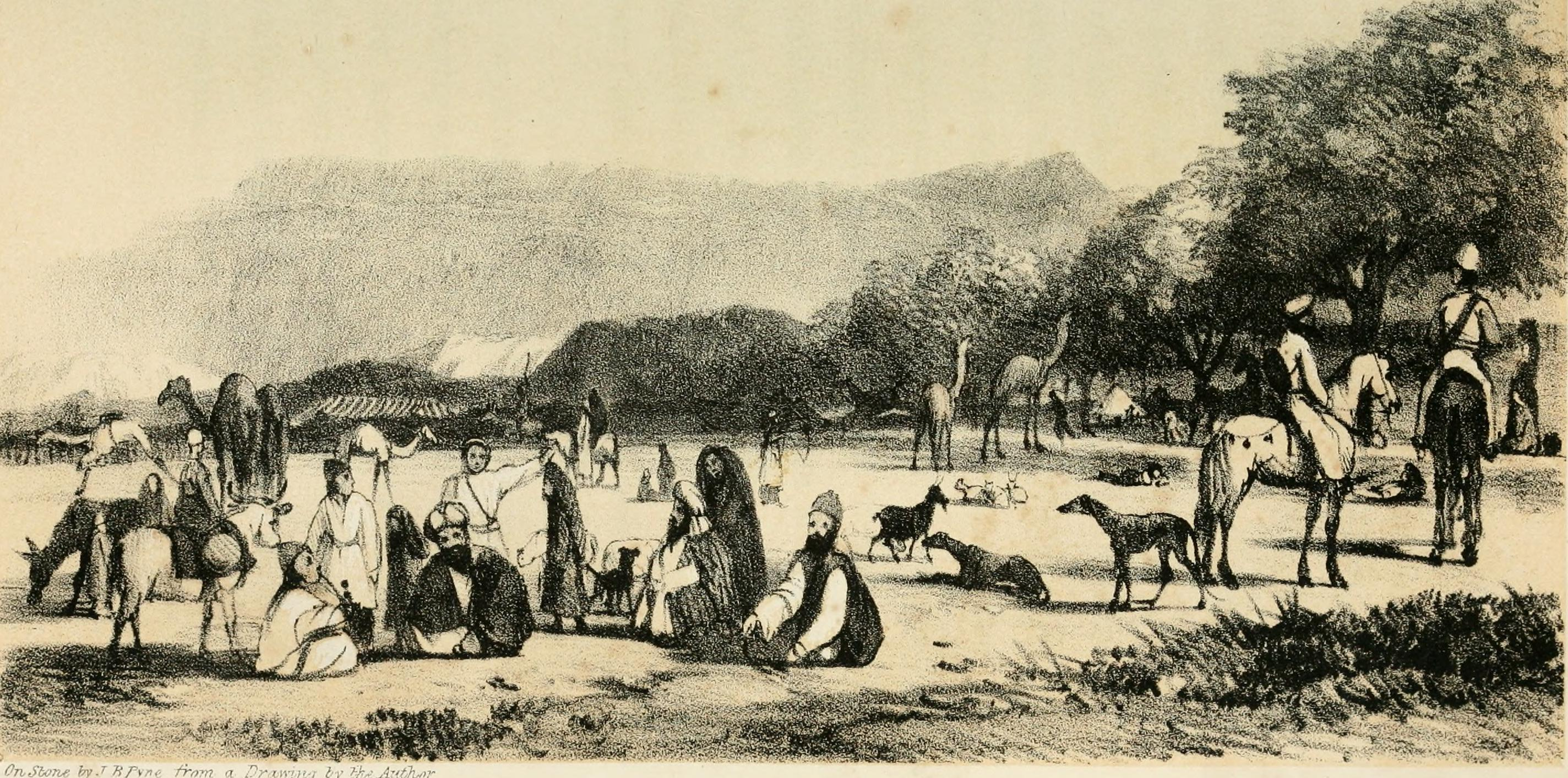
Cảnh quan ngọn núi Tukt-I-Suliman nhìn từ Derabund vào thế kỷ thứ 19.

Một truyền thuyết, được ghi lại bởi nhà thám hiểm Maghrebi thời trung cổ Ibn Battuta, kể rằng Nhà tiên tri Solomon đã leo lên ngọn núi này và nhìn ra vùng đất của Ấn Độ, khi đó bị "bao trùm trong bóng tối", nhưng ông đã quay trở lại mà không đi xuống biên giới mới này, và chỉ còn lại ngọn núi được đặt theo tên của ông.
Một truyền thuyết khác lại kể rằng Qais Abdur Rashid, được cho là tổ tiên huyền thoại của người Pashtun, được chôn cất trên đỉnh Takht-e-Sulaiman, khiến cho nó còn có tên địa phương khác là Da Kasī Ghar (د کسي غر, "Núi Qais").
Syed Muhammad Hamza Gesudaraz I được chôn cất trên đỉnh Takht-e-Sulaiman cùng với gia đình và con cháu của ông. Quá trình chôn cất được gọi là "Meeran".

## Du lịch và kinh tế
Takht-e-Sulaiman được bao quanh bởi những lùm cây ô liu và rừng thông (chalghoza), đồng thời là nơi trú ngụ của các loài động vật hoang dã như sơn dương, chó sói, thỏ, đại bàng và gà gô. Những thành viên hoàng tộc từ các quốc gia thuộc Vịnh Ba Tư thường đến đây săn các loài chim quý trong khu vực.